# 飛驒市圖書館
飛驒市圖書館（日语：／ Hida-shi toshokan */?）是一座位于日本岐阜县飞驒市古川町本町的公立图书馆。图书馆旁是飞驒市役所本厅舍（市政府大楼），一些政府部门亦设在图书馆建筑内。
为培养年轻群体的阅读习惯，图书馆每月会举行一次名为“大人时间”的活动。此外，图书馆也有开展一些用于吸引更多群体的活动，这些活动通常不需花费太高预算费用。新海诚执导的动画电影《你的名字。》于2016年上映后，由于剧中图书馆以该馆作为原型，许多游客特地前来此地进行圣地巡礼。

## 建筑
建筑建于飞驒市役所本厅舍旁边，所在地原先是市役所西厅舍。建筑物地上部分4层，地下1层，各层使用面积合计7,143m2，经设计招标后决定由株式会社金泽计画研究所负责设计。该建筑曾入选2011年日本建筑家协会优秀作品，并在2010年获得优秀照明施设东海支部长奖励奖。建筑别名“飞驒市西厅舍”，正式名称为“飞驒市图书馆複合施设”。除部分政府部门外，馆内还设有多功能厅、哺乳室和会议室，方便市民进行交流。工程造价26.4亿日元。
图书馆位于1层，面积2,134m2。2层是飞驒市高度情报中心和飞驒市教育委员会，3层设有部分政府部门和会议室。

## 服务
除本文介绍的飞驒市图书馆外，飞驒市内还有飞驒市神冈图书馆。市图书馆馆长同时兼任神冈图书馆馆长。

### 偏远地区服务
河合、宫川两个振兴事务所管区内的公民馆图书室与飞驒市图书馆系统无关。飞驒市立山之村小中学校所在的神冈町内虽有飞驒市神冈图书馆，但从学区内至该馆需要翻山，交通不便。2016年起，上述3个地区开始开展名为“飞行图书馆”的流动图书馆服务。“飞行图书馆”每月进行1次（河合振兴事务所为第一个星期四，宫川振兴事务所为第三个星期四，山之村公民馆为第二个星期四），图书馆职员会前往上述地区，提供借书、还书和书籍请求等图书馆服务。每人最多可借7册书，借阅时限1个月。
随着流动图书馆服务开始，曾在河合、宫川两个振兴事务所进行的“广域服务”（広域サービス）和“山之村出张贷出”（山之村出張貸出）于2015年末停止。“广域服务”为飞驒市图书馆和飞驒市神冈图书馆提供的服务，两座图书馆共同向两个振兴事务所提供100册书籍供读者借阅，提供的书籍每2个月更新一次。“山之村出张贷出”开始于2013年，图书馆在每月第二个星期四将100册左右的书搬入公民馆，并专门提供1个月的借阅服务。

## 历史

### 图书室至古川町图书馆（1950－2004）

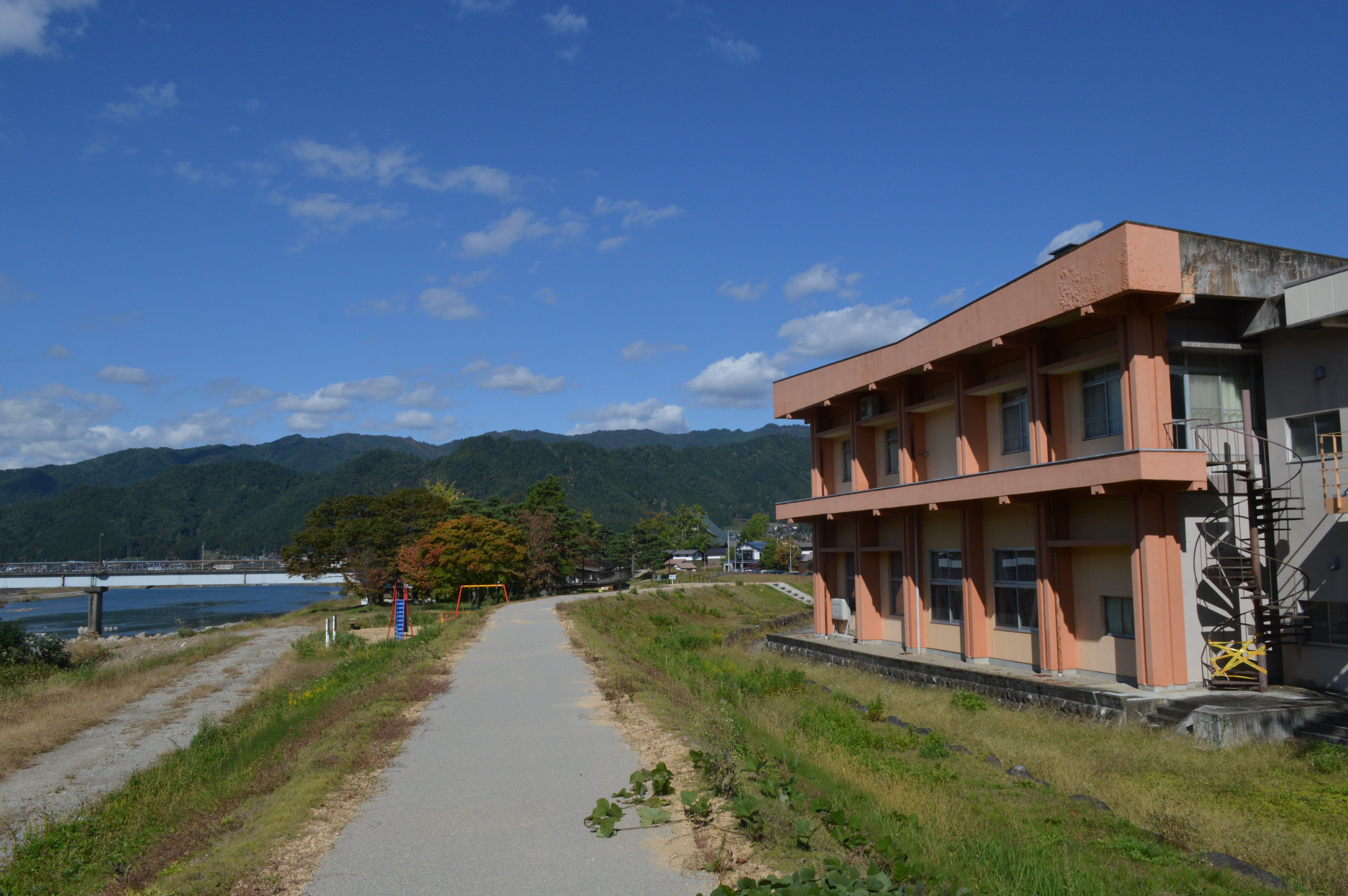
曾设有古川町公民馆图书室（1967－1971）、古川町图书馆（1971－1981）的千代松原公民馆（原古川町公民馆）

飞驒市图书馆的前身是位于原吉城郡古川町的古川町图书馆。1950年，古川町开始将青年会馆改建为古川町公民馆，并在馆内设置图书室。在此之前，1946年曾有读书指导活动借用圆光寺院内建筑物开展（1947年停止），1948年警察署的武道场馆为青年会馆扩建，此时在2层设置了图书室。1955年，古川警察署搬迁，原建筑被借用为公民馆分馆，作为青年团志愿活动运营的图书室也搬入此处。
1967年7月，千代松原公园（千代の松原公園）处新修建了古川町公民馆，古川町公民馆图书室搬入该馆其中一室，1970年6月时的藏书量为3,738册。1971年7月1日，图书室改为古川町图书馆。此后图书馆设置了助理馆员职位，开始真正的图书馆工作，例如接受来自壹之町的三岛一郎捐赠的289册图书，以及提供书籍外借服务等。1976年时，包括古川町图书馆在内，岐阜县共有8市6町1村设有自治体立图书馆。
随着图书馆功能的完善，前往图书馆的人越来越多，位于公民馆一角的图书馆在居民学历提高和终身学习实践的影响下愈显狭小。正好岐阜县立吉城高等学校在1977年搬去了上气多地区，古川町图书馆重新装修了空置下来的学校建筑，并于1981年7月1日搬入该处重开。新古川町图书馆位于飞驒古川站东南方向，共3层，是钢筋混凝土构造的独立建筑物，当时藏书约3万册。1985年，新日本爱乐交响乐团的指挥小泉和裕到访古川町进行交流，后在1990年第2回飞驒古川音乐大赏上获得特别功劳奖。他在得奖时将自己挑选的约500册音乐相关图书赠送给了古川町图书馆，这些书即称为“小泉文库”。
2002年11月，图书馆开始进行开馆以来首次藏书整理，2003年1月约42,309册藏书最终减少到约3万5千册，图书馆给这些图书贴上条形码，并在2003年4月2日开始使用电脑处理借书业务。同时，儿童书处和一般书处设置了3台电脑，在线藏书搜索服务上线。神冈町立图书馆（飞驒市神冈图书馆前身）也在12月2日开始使用电脑处理借书，考虑到即将在町村合併中诞生的飞驒市，古川町图书馆和神冈町立图书馆连入了同一网络。除可互相搜索藏书外，在图书馆的服务台处借阅另一图书馆的藏书也成为可能。

### 飞驒市古川图书馆（2004－2009）

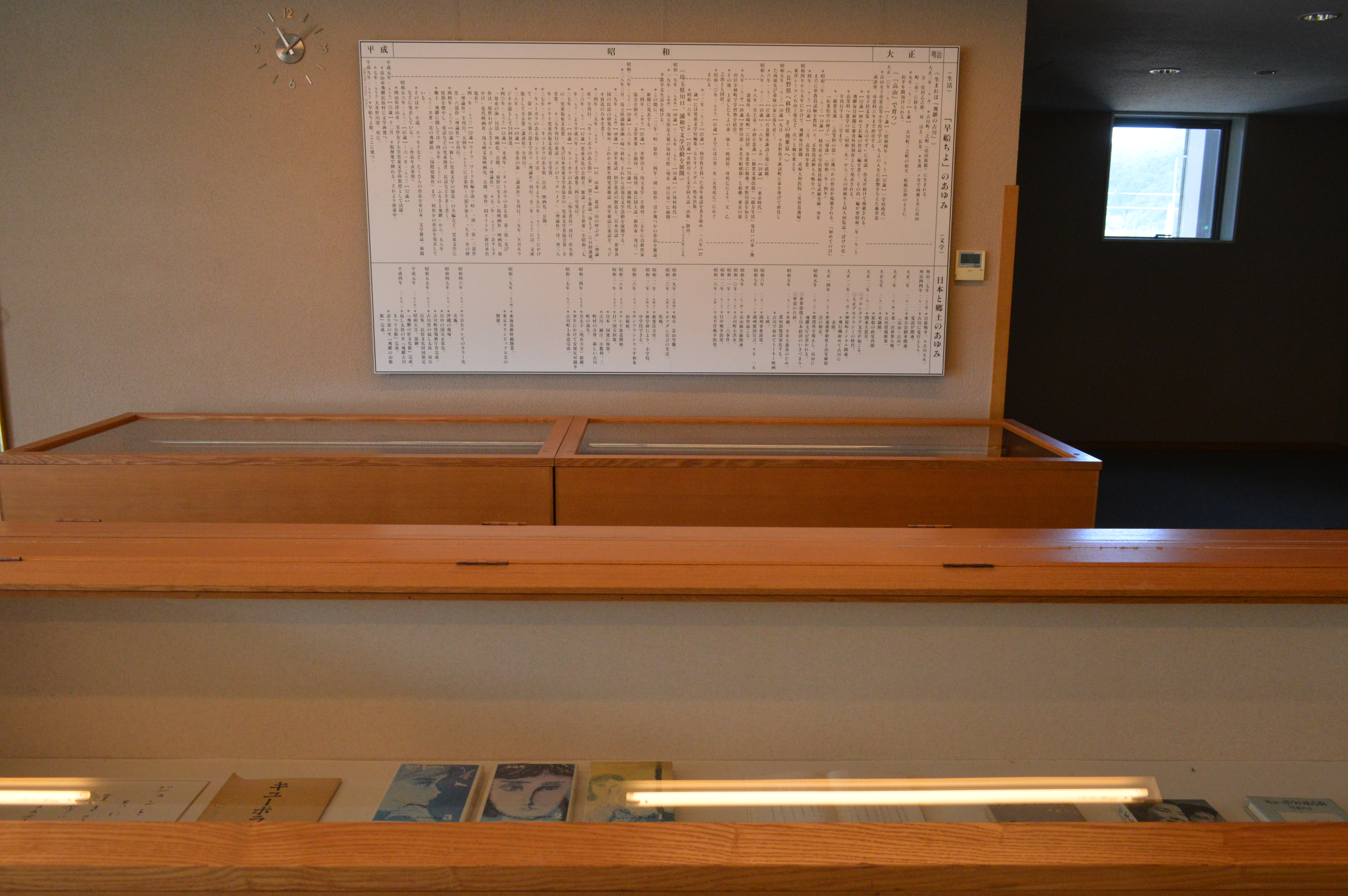
早船千代资料的常设展览

2004年2月1日，古川町与神冈町、河合村、宫川村合併为飞驒市，古川町图书馆和神冈町的神岡町立图书馆由飞驒市继承。古川町图书馆在此时改称为飞驒市古川图书馆。
2005年，图书馆内开设了早船千代作品和藏书角。早船是一名童话作家，生于二之町，在三之町也住了约半年。关于早船的资料在后来飞驒市图书馆的2层信息层有展示，早船文库于2015年3月移至1层的乡土资料角附近。
2009年2月8日，为准备搬入新建的飞驒市图书馆，古川图书馆闭馆。

### 飞驒市图书馆（2009－）

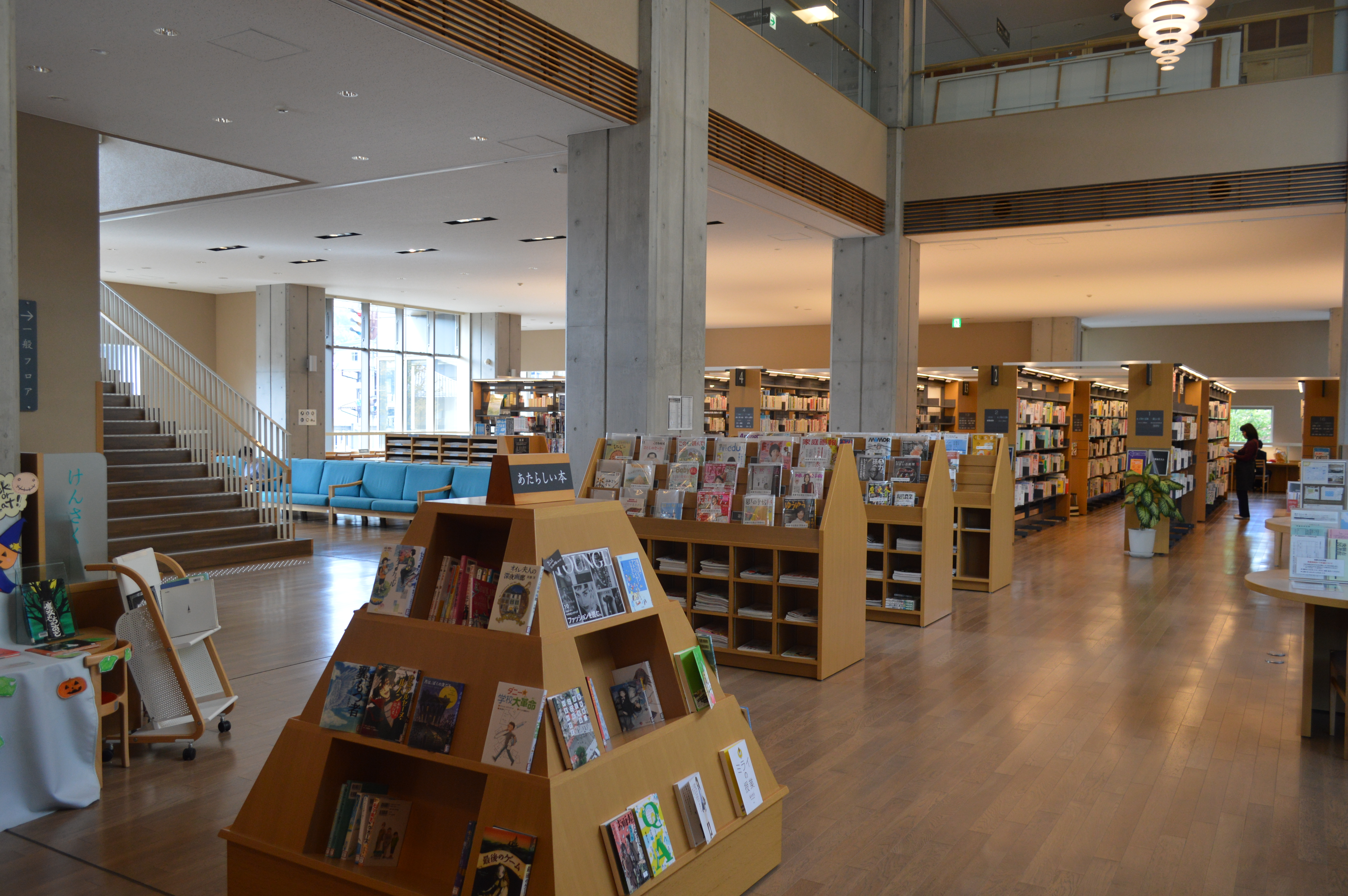
圖書館中庭

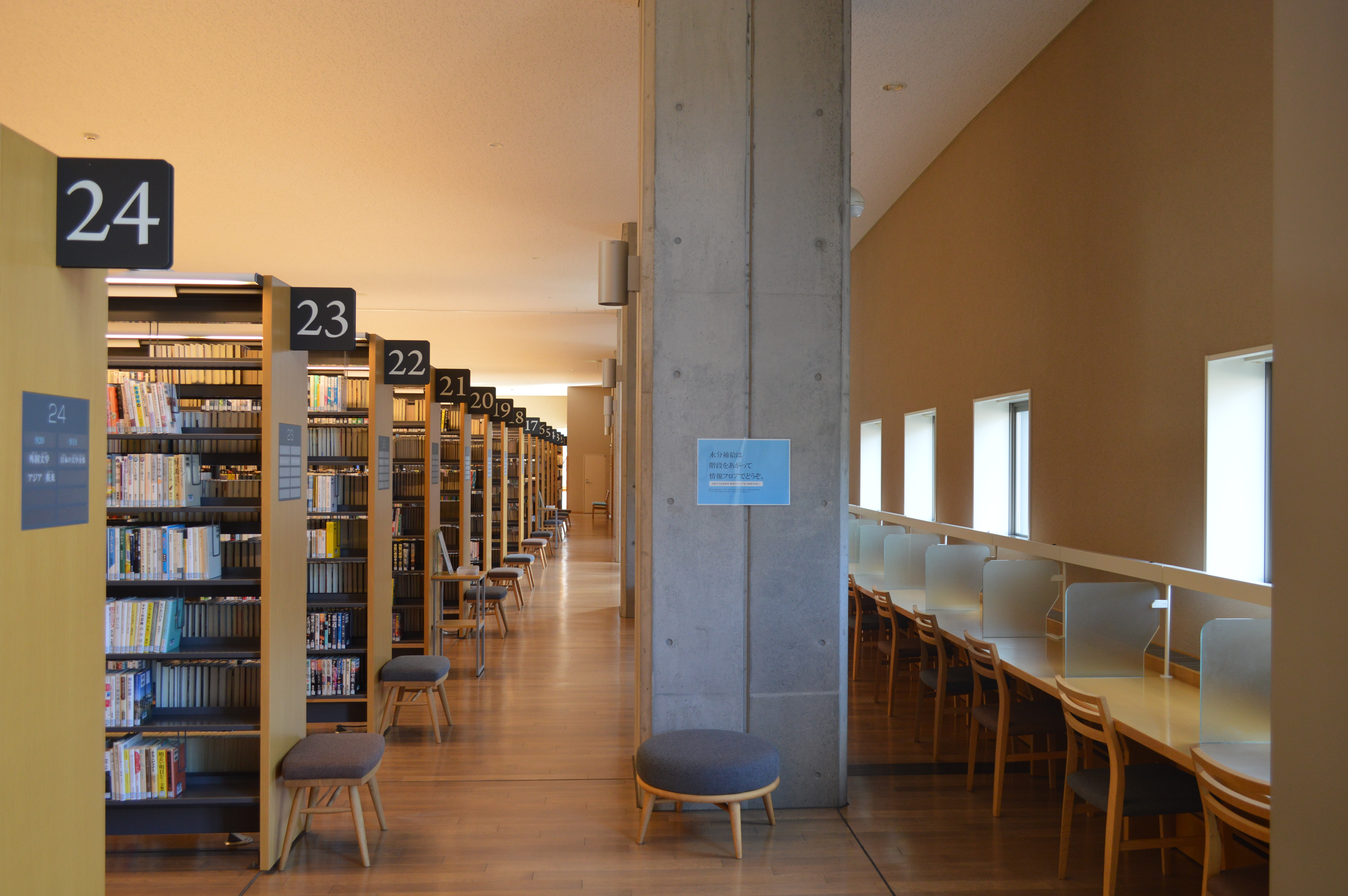
圖書館內貌

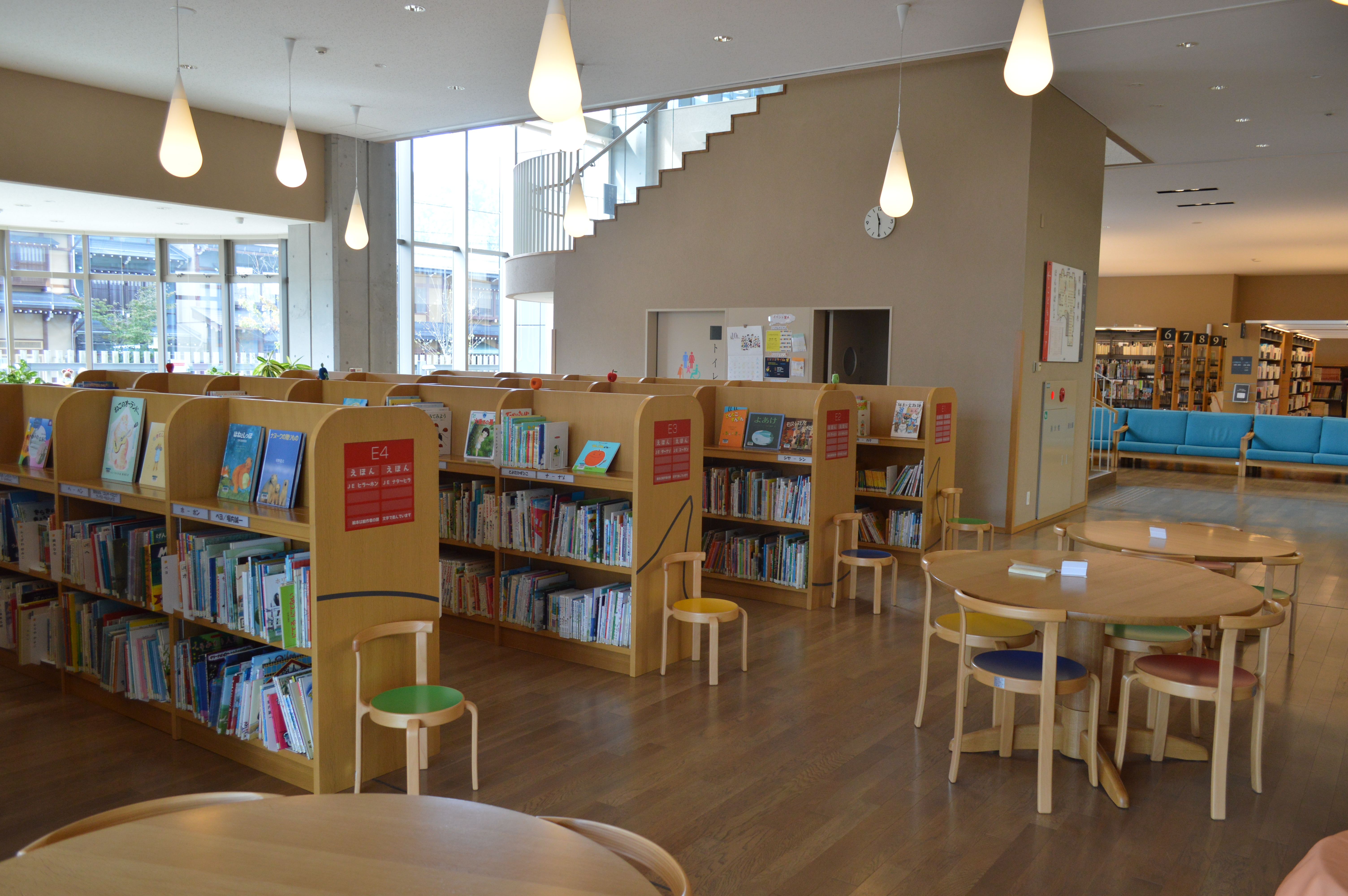
兒童圖書館

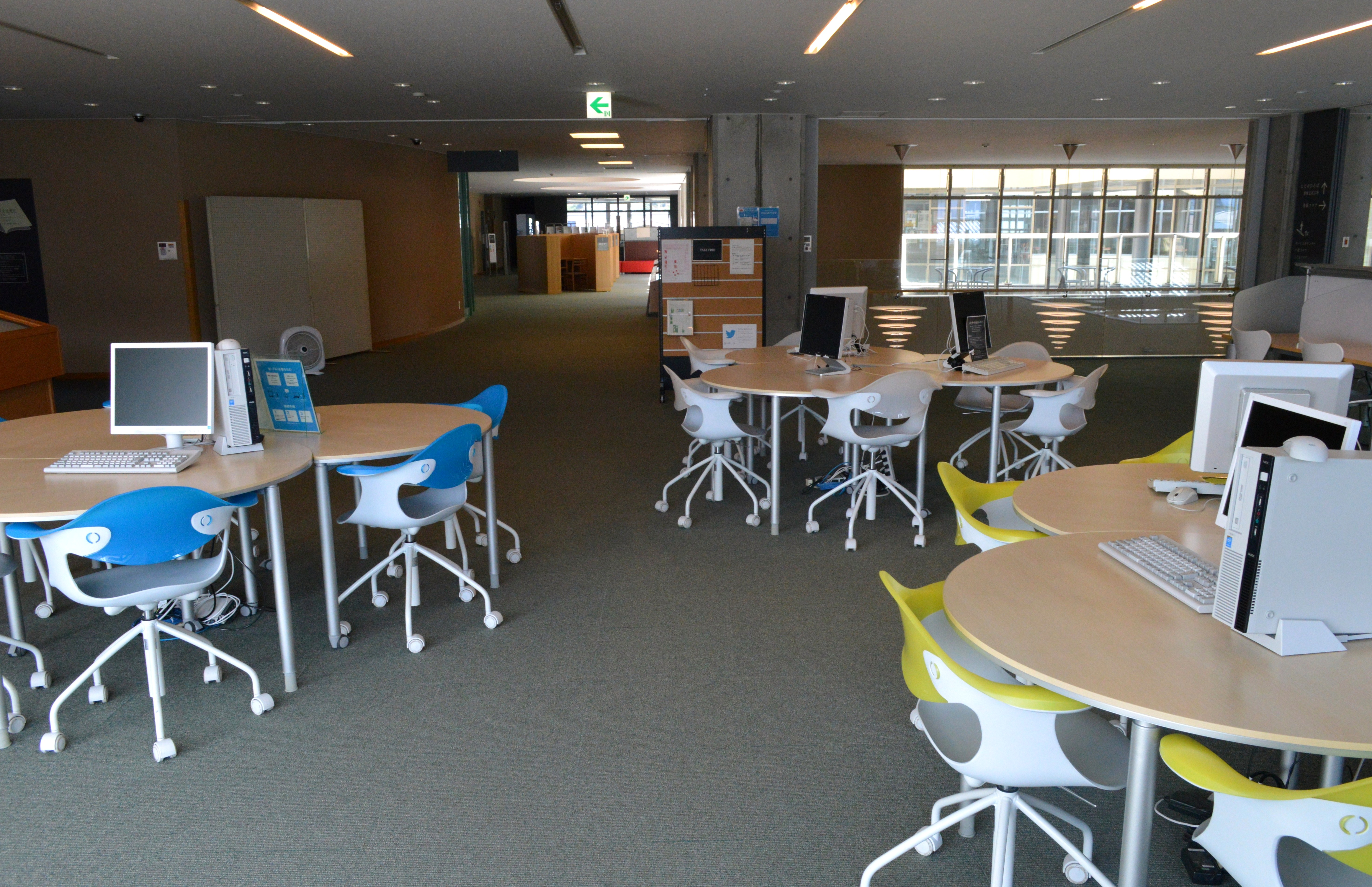
圖書館內的電腦

在古川图书馆被选为建筑老化的飞驒市立古川小学校搬迁计划目的地后，人们开始讨论图书馆的搬迁与新建计划，计划中也包含关于飞驒市议会会场的处理。2007年2月，市议会将图书馆和议会会场的複合设施建设预算10.3亿日元列入同年度一般会计预算案，5月正式开工，会场计划设在3层。与此同时，市民中出现了反对这项建设的运动，并在5月16日向飞驒市提交了5,738人参与的反对联署。反对派主张“在议员定额减少和严峻的财政状况中，建设新的会场很奇怪”“现代建筑物和周围的古风街道不相符”，亦有部分赞成图书馆建设的市民参与联署。建设工程的投标方面也传出投标串通的消息，不仅中标者与消息中一致，99.33%的落札率（投标预定价格与中标价格的比率）也引起了投标串通的疑惑。但飞驒市议会仍然通过了与中标者订立合同的议案，时任飞驒市长船坂胜美答辩时表示要“严肃地推进建设”。然而，2008年就任市长的井上久则决定更改计划，把原计划中的议会会场改为会议室。2009年7月5日，飞驒市图书馆开馆，开馆时藏书数约6万册。
2010年11月22日，图书馆发布消息称，4份未及时还书者的个人资料发生泄露，流向了冈山县的图书馆。负责飞驒市图书馆系统维护和检查的是三菱电机信息系统公司，而该公司以飞驒市图书馆的系统为基础设计了冈山的系统，从而引发了此次泄露。同样使用该公司系统的其他13个市区町村也发生了泄露，这些泄露随后获得证实，但公布泄露事实、并向受影响者进行道歉与说明的只有飞驒市。
2011年，飞驒市用上一年从日本总务省收到的“向居民生活注入光彩补助金”（住民生活に光をふりそそぐ交付金）成立基金，并以此为资金向大众公开招聘专任图书馆长。此后，以当选馆长西山进为中心，以前每年只有10回左右的图书馆主办活动出现大幅增长。2013年1月，图书馆开设官方Facebook专页，在上面发布图书馆的各种企划。
2014年2月16日和17日，图书馆问题研究会第40回研究集会在2层的“飞驒市高度情报中心情报发信室”召开。图书馆2层的彩虹广场（にじのひろば）在该年亦举行不少活动，包括4月13日使用垂枝桦树脂制作饮料与肥皂的工坊活动（图书馆负责提供场地），10月22日Terry植田参加的书籍交换会“冒泡交换”（ブクブク交換），以及11月8日东雅夫等人参加的“‘故乡怪谈’Talk Live in 飞驒市”（「ふるさと怪談」トークライブin飛騨市）。其中，“故乡怪谈”Talk Live与当年的“飞驒市读书大会”共同举办，后者是古川町读书俱乐部每年举行的活动。

## 图书馆活动

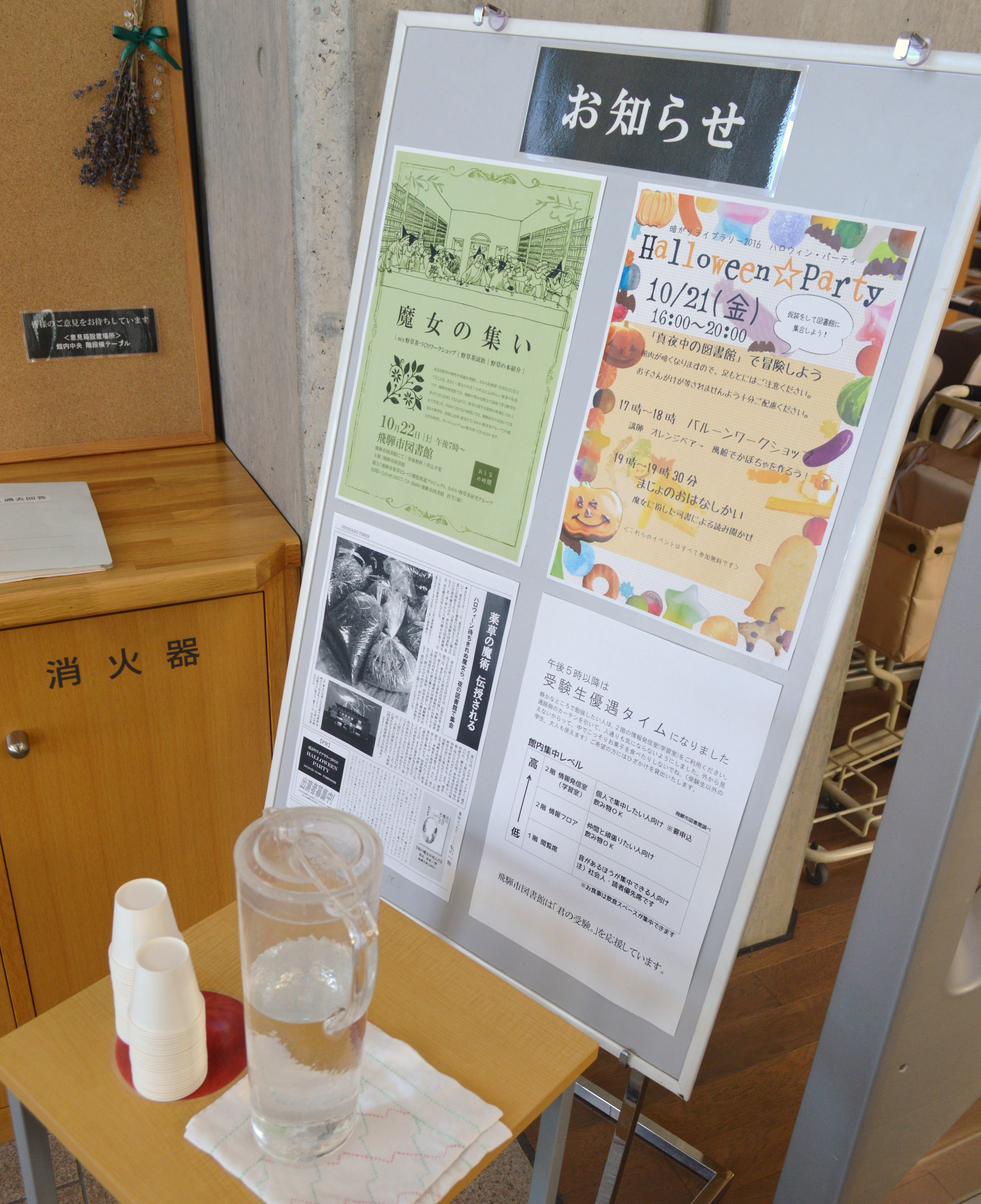
介绍各企划的布告栏

针对来馆人数的减少，飞驒市图书馆开展了各种活动，试图增强大众对图书馆的兴趣。这些活动多配合其他图书馆企划开展，来源则是职员们的提案。每日新闻报道称“为使企划的构思能在午间休息等平静的环境中讨论，所以故意不开企划会议”，中日新闻则称图书馆每月会举行一次“活动会议”，可以在会上自由提出活动构想。
图书馆约半数使用者都是30岁以上的女性，中学生至30岁以下的使用者偏少，这已成为图书馆需解决的课题之一。飞驒市以“从婴儿到老人都能一起使用的图书馆”为目标，特别在使图书馆对儿童和育儿家长友好方面进行了许多企划。

### “大人时间”企划
飞驒市图书馆每月的第4个星期六夜间进行“大人时间”活动。该企划始于2015年6月，过去曾开展“蒙布朗→山岳本”（モンブラン→山岳本）等的“咖啡·图书馆”系列活动，以及“大人向绘本读给我听”、“图书馆爵士音乐会”、研究草药的“魔女集会”等活动，目的是为20至40岁的年轻人提供亲近读书活动的机会。
2016年8月27日，图书馆首次尝试“官能小说朗读Live”活动。朗读色情小说一事在互联网上引发了关注，虽受到了一些批评，但据报道没有直接向图书馆询问此事的人，活动开展亦得到了飞驒市教育委员会的许可。现场约70人蜂拥而至，一开始准备的沙发座全部坐满，只能紧急增加座位，飞驒市长也参加了此次活动，此外还有从爱知县、三重县等远处赶来的听众。身穿自己浴衣的3位馆员各用30分钟朗读3本作品（姫野嘉兵卫《正调·H物语》、川上弘美《可哀相》、谷崎润一郎《刺青》），听众边喝咖啡边静静地听着作品。据报道，“官能小说朗读Live”构想从“大人时间”企划开始时就在酝酿，但由于朗读者难找而推迟，最终只得由馆员自己朗读。

### “儿童时间”企划
星期三和星期五上午进行“儿童时间”活动。为方便儿童在馆内说话，图书馆会播放略响的八音盒音效。

### 季节性活动

#### 图书馆福袋
2012年，“图书馆福袋”活动开始开展，供外借的福袋中装有无法从外部看见的职员推荐图书。除图书3册外，福袋中还有文具等形式的“压岁钱”。有时也在7月开展相同的活动，称为“图书馆的中元”。

#### 暗处图书馆
2011年开始的部分季节，下午4时后馆内照明会变得不稳定，图书馆转入不寻常的微暗状态，这一企划名为“暗处图书馆”。第1次举行时是在8月的盂兰盆节时期，但因暗度不够而改为10月的万圣夜前后。除光线略暗外，图书馆内还会有气球艺术的艺术家工坊等活动，身着假扮服装的儿童也会增多。2016年10月21日，图书馆内不仅有职员扮作女巫朗读绘本，还进行了南瓜气球艺术制作等活动，共计约600人参加了当日的企划，其中包括扮作马里奥的飞驒市长都竹淳也。

#### 回忆的绘本展
这是2007年开始实施的一项市民团体企划，之前在飞驒市内一所名为“芜水亭”的旅馆内进行，2010年开始转到飞驒市图书馆2层的“彩虹广场”，飞驒市图书馆亦提供帮助。绘本展11月开始展出，目的为通过展示绘本加深亲子、家庭和人们之间的交流。主办的市民团体在2011年11月取得了NPO法人资格，该团体曾与富山市立图书馆进行过交流，后者借助飞越交流事业补助金开展为儿童读书志愿活动。市民团体从此事和长野县小布施町的“町中图书馆”中得到启示，开始开展活动。

#### 积读大赏
2012年开始，图书馆在每年年末举行“积读大赏”（積ん読大賞，“积读”可理解为“积下来没读”）活动，介绍当年到货新书中热门和成为话题的书籍。新书在刚上架时通常因人多而难以借阅，3个月后，书籍会从新品书架移至一般书架，此后便可以较容易借到。“积读大赏”注意到这一点，对过去一年间新书进行回顾，从而在刚上架时没借到书的人，以及借到书后没读就还书的人中间获得好评。该企划是平时进行的一般图书特别展示中的一部分。

### 写实书签
飞驒市图书馆制有许多独特的书签提供给借书者，首次提供这种书签是在2011年的圣诞节企划，当时制作和提供的“写实书签”（リアルしおり）主要面向儿童，书签上贴有蔬菜和水果的实物图片。2013年，为促进地区发展和来馆人数增加，图书馆开始制作印有当地企业主打商品图片的书签。“写实书签”命名是在制作当地企业书签的2013年10月。2016年春季，日语名与“山崎春之面包节”相似的“春之图书节”（春のホンまつり）宣传活动开幕，用户可通过在活动中借书以积攒点数，并得到各种书签。

## 《你的名字。》圣地巡礼

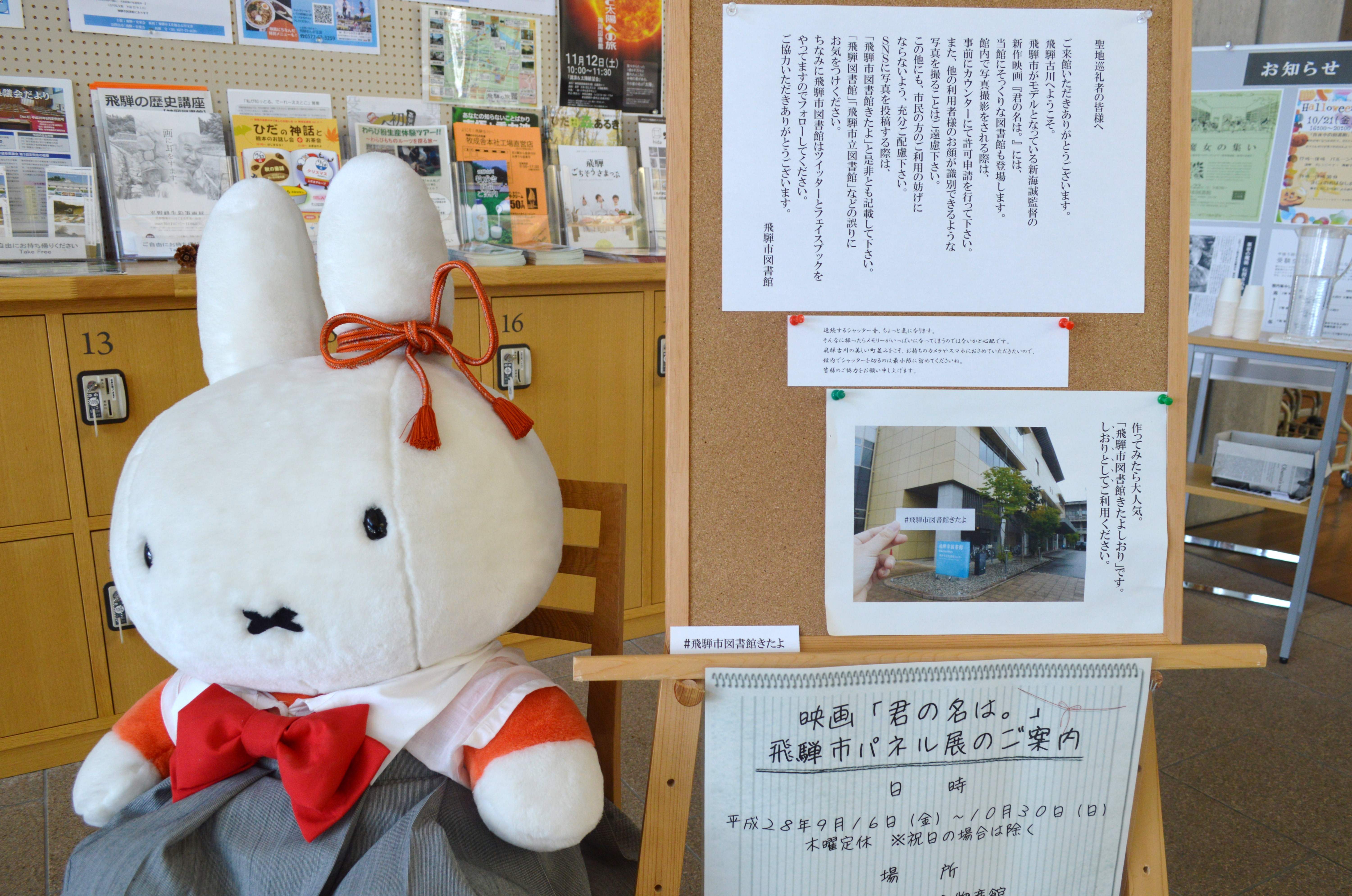
面向圣地巡礼者的注意事项

在新海诚的电影《你的名字。》中，主角泷曾在一座图书馆内查阅三叶所住之糸守町的相关资料，飞驒市图书馆是剧中该图书馆的原型。电影于2016年8月26日在日本上映，之后陆续有粉丝前来图书馆进行圣地巡礼，9月上旬时每个工作日有2－3组，周末有4－5组人来访，之后的10月增长到了工作日100人，周末300－500人的程度。面对这一情况，图书馆发布了以《致各位圣地巡礼者》为题的注意事项，指出馆内不禁止拍照，但需在服务台取得许可，并注意照片中不要拍到可识别的他人面部。（这不是针对《你的名字。》圣地巡礼的特别措施，该馆之前就允许在馆内摄影。）图书馆对圣地巡礼理解的态度在网上得到了称赞，官方Twitter上关于拍照的推文转发量超过1,000条。此外，馆方还希望在网上发布拍摄的照片时能加上一句“到飞驒市图书馆来了哦”（飛騨市図書館きたよ）。图书馆之后设置了放有相关书籍等的特设角。

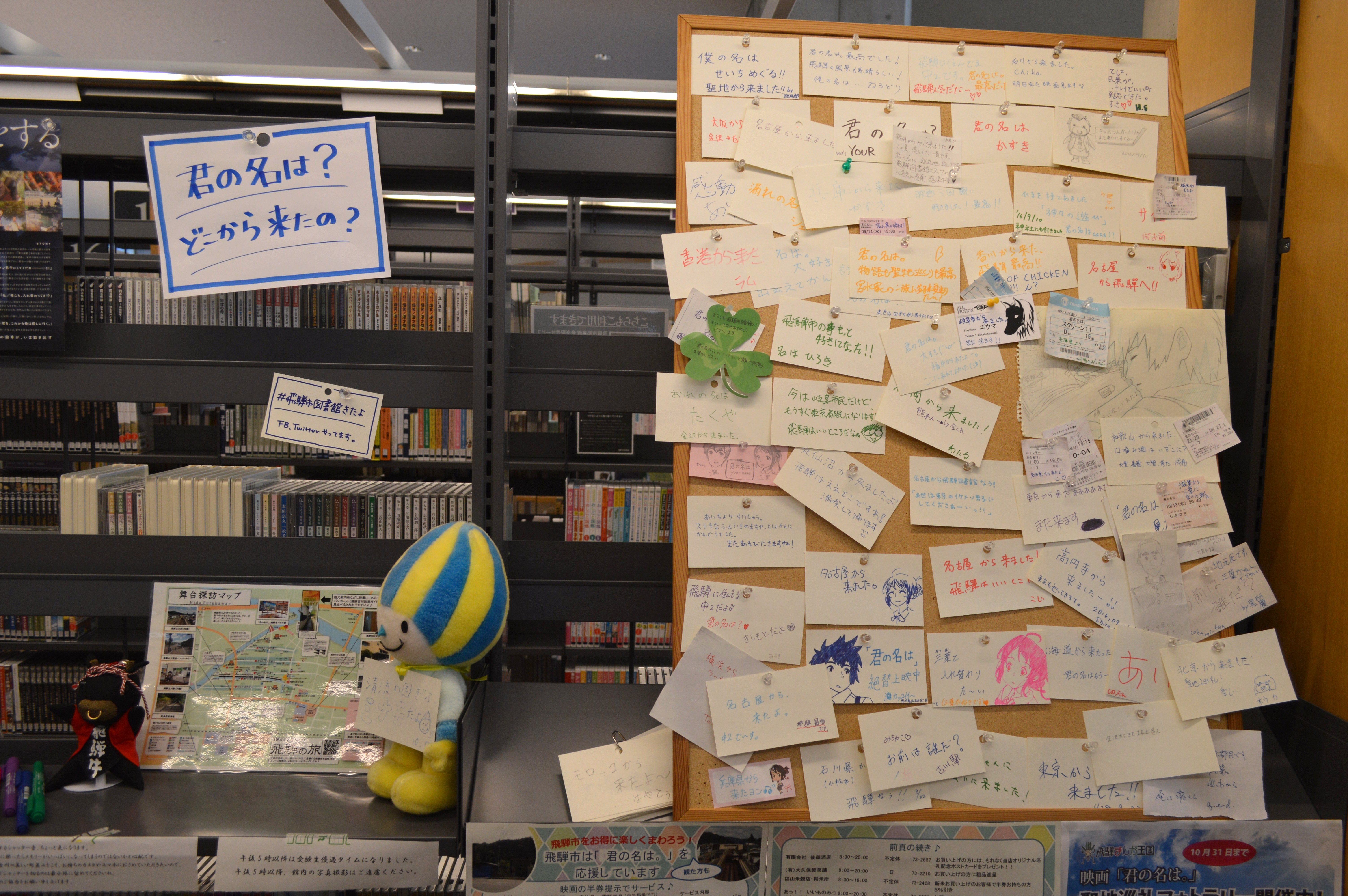
《你的名字。》特设角

在接受withnews采访时，撰写摄影规定的职员回答称还没看过《你的名字。》电影。虽然飞驒地方是剧中地点原型之一，但当地唯一的电影院高山旭座在2014年关闭，想看《你的名字。》的飞驒市民需要花费一个半小时到富山市（TOHO影院Favore富山）观看，因此很多飞驒市民未观赏过这部电影。飞驒市在电影上映前便就是否可举行上映会一事与东宝交涉，惟因胶片安全等问题进展缓慢，最后决定在飞驒市文化交流中心上映3次，仅限11月6日一天。
此外，“圣地”附近有居民对《你的名字。》的圣地巡礼感到不满，称产生了噪音过大等问题。电影制作委员会随后发表声明，呼吁圣地巡礼者行为有节制。

## 引用
1. 1 2 3 4 5 6 7 8  西山 2015，第56頁.
2. ↑   (PDF). . .   [2016-09-25] （日语）.[]
3. 1 2 3   (PDF). . .   [2016-09-25]. （原始内容 (PDF)存档于2016-10-27） （日语）. （页面存档备份，存于）
4. 1 2 3  浜崎陽介. . 中日新聞. 2016-08-29  [2016-09-25]. （原始内容存档于2016-09-25） （日语）. （页面存档备份，存于）
5. 1 2 3 4 5 6 7  野村阿悠子. . . 2016-05-05  [2016-10-26]. （原始内容存档于2016-05-05） （日语）. Archive.today的存檔，存档日期2016-05-05
6. 1 2 3 4 5 6 7 8   （日語）
7. 1 2 3 4 5 6  . . 2016-08-17  [2016-09-25]. （原始内容存档于2016-09-25） （日语）. （页面存档备份，存于）
8. 1 2 3 4  . . 产经新聞社. 2016-09-09  [2016-09-25]. （原始内容存档于2016-09-25） （日语）. （页面存档备份，存于）
9. 1 2 3 4  . ねとらぼ（日语：ねとらぼ）. 2016-09-07  [2016-09-25]. （原始内容存档于2016-09-25） （日语）. （页面存档备份，存于）
10. 1 2 3  若松真平. . withnews. 朝日新聞社. 2016-09-11  [2016-09-25]. （原始内容存档于2016-09-25） （日语）. （页面存档备份，存于）
11. 1 2   （日語）
12. 1 2 3  . .   [2016-09-26]. （原始内容存档于2016-09-25） （日语）. （页面存档备份，存于）
13. 1 2 3 4  西山 2015，第64頁.
14. 1 2 3 4   (PDF). .   [2016-10-26]. （原始内容 (PDF)存档于2016-09-29） （日语）. （页面存档备份，存于）
15. 1 2 3  飛驒市总務部古川町史編纂室 2010，第409-410頁.
16. 1 2 3 4 5 6 7  飛驒市总務部古川町史編纂室 2010，第409頁.
17. 1 2 3  飛驒市总務部古川町史編纂室 2010，第410頁.
18. 1 2  日本图书馆协会 1992，第376頁.
19. ↑  小川 2001，第225頁.
20. ↑  古川町史編纂室 2010，第422-423頁.
21. 1 2 3   （日語）
22. 1 2   （日語）
23. 1 2   （日語）
24. ↑   （日語）
25. 1 2 3   （日語）
26. ↑   （日語）
27. 1 2   （日語）
28. ↑   （日語）
29. ↑   （日語）
30. 1 2   （日語）
31. ↑   （日語）
32. ↑  西山 2015，第58-59頁.
33. 1 2 3 4 5 6 7  西山 2015，第59頁.
34. 1 2 3  西山 2015，第60頁.
35. ↑  . .   [2016-09-26]. （原始内容存档于2016-09-25） （日语）. （页面存档备份，存于）
36. ↑  . . 2014-04-04  [2016-09-26]. （原始内容存档于2016-09-25） （日语）. （页面存档备份，存于）
37. ↑  . . 2014-10-21  [2016-09-26]. （原始内容存档于2016-09-25） （日语）. （页面存档备份，存于）
38. ↑  . . 2014-11-04  [2016-09-26]. （原始内容存档于2016-09-25） （日语）. （页面存档备份，存于）
39. ↑  西山 2015，第61-63頁.
40. 1 2 3 4 5 6 7 8   （日語）
41. ↑  西山 2015，第57-58頁.
42. ↑  西山 2015，第58頁.
43. 1 2 3 4 5 6 7  . . 2016-08-27  [2016-09-25]. （原始内容存档于2016-09-25） （日语）. （页面存档备份，存于）
44. 1 2 3 4 5  Key. . ねとらぼ. 2016-08-30  [2016-09-25]. （原始内容存档于2016-09-25） （日语）. （页面存档备份，存于）
45. 1 2  . . 2013-12-28  [2016-10-27]. （原始内容存档于2016-09-25） （日语）. （页面存档备份，存于）
46. 1 2  西山 2015，第60-61頁.
47. 1 2 3 4  西山 2015，第61頁.
48. 1 2  . . 2012-12-28  [2016-10-27]. （原始内容存档于2016-09-25） （日语）. （页面存档备份，存于）
49. 1 2  . . 2013-10-23  [2016-10-27]. （原始内容存档于2016-09-25） （日语）. （页面存档备份，存于）
50. ↑  . .   [2016-10-27]. （原始内容存档于2016-09-25） （日语）. （页面存档备份，存于）
51. 1 2 3  山崎春奈. . BuzzFeed.   [2016-09-26]. （原始内容存档于2016-09-25） （日语）. （页面存档备份，存于）
52. ↑  . 中日新聞. 2016-09-28  [2016-09-29]. （原始内容存档于2016-09-29） （日语）. （页面存档备份，存于）
53. ↑  . . Gadget通信（日语：ガジェット通信）. 2016-09-23  [2016-09-25]. （原始内容存档于2016-09-25） （日语）. （页面存档备份，存于）
54. ↑  . . 2016-10-15  [2016-10-21]. （原始内容存档于2016-10-21） （日语）. Archive.today的存檔，存档日期2016-10-21
55. ↑  . . 2016-10-15  [2016-10-21]. （原始内容存档于2016-10-21） （日语）. Archive.today的存檔，存档日期2016-10-21
56. ↑  入倉功一. . . 2016-09-10  [2016-09-25]. （原始内容存档于2016-09-25） （日语）. （页面存档备份，存于）
57. ↑  . 体育日本. 2016-09-10  [2016-09-25]. （原始内容存档于2016-09-25） （日语）. （页面存档备份，存于）